# Rojas Peak
Rojas Peak är en bergstopp i Antarktis. Den ligger i Västantarktis. Argentina, Chile och Storbritannien gör anspråk på området. Toppen på Rojas Peak är 675 meter över havet.
Terrängen runt Rojas Peak är varierad. Havet är nära Rojas Peak västerut. Trakten är glest befolkad. Närmaste befolkade plats är Gonzalez Videla Station, 2,9 kilometer öster om Rojas Peak. 